# Olympische Sommerspiele 2012/Teilnehmer (Jordanien)
| Gelbes Symbol für Goldmedaillen mit stilisierten Olympischen Ringen | Graues Symbol für Silbermedaillen mit stilisierten Olympischen Ringen | Braundes Symbol für Bronzemedaillen mit stilisierten Olympischen Ringen |
| ------------------------------------------------------------------- | --------------------------------------------------------------------- | ----------------------------------------------------------------------- |
| —                                                                   | —                                                                     | —                                                                       |

Jordanien nahm in London an den Olympischen Spielen 2012 teil. Es war die insgesamt neunte Teilnahme an Olympischen Sommerspielen. Das Jordanische Olympische Komitee nominierte neun Athleten in fünf Sportarten.

## Teilnehmer nach Sportarten

### Boxen
| Männer           |                             |                       |                      |                     |                       |   |
| Ihab Al-Matbouli | Halbschwergewicht bis 81 kg | Lukmon Olaiwola Lawal | 19:7 (5:3, 6:2, 8:2) | Julio César La Cruz | 8:25 (3:7, 2:11, 3:7) | 9 |

### Leichtathletik
| Athleten          | Wettbewerb | Vorlauf | Vorlauf | Halbfinale    | Halbfinale    | Finale        | Finale        | Rang |
| Athleten          | Wettbewerb | Zeit    | Rang    | Zeit          | Rang          | Zeit          | Rang          | Rang |
| ----------------- | ---------- | ------- | ------- | ------------- | ------------- | ------------- | ------------- | ---- |
| Frauen            |            |         |         |               |               |               |               |      |
| Rima Taha         | 100 m      | 12,66 s | 6       | ausgeschieden | ausgeschieden | ausgeschieden | ausgeschieden |      |
| Männer            |            |         |         |               |               |               |               |      |
| Methkal Abu Drais | Marathon   | –       | –       | –             | –             | 2:21:00 h     | 56            | 56   |

### Reiten
| Springen         |            |                  |               |               |               |               |      |
| Athleten         | Wettbewerb | Strafpunkte      | Strafpunkte   | Strafpunkte   | Strafpunkte   | Strafpunkte   | Rang |
| Athleten         | Wettbewerb | 1. Qualifikation | Nationenpreis | Nationenpreis | Einzelfinale  | Einzelfinale  | Rang |
| Athleten         | Wettbewerb | 1. Qualifikation | 1. Umlauf     | 2. Umlauf     | 1. Umlauf     | 2. Umlauf     | Rang |
| Ibrahim Bisharat | Einzel     | 12               | –             | –             | ausgeschieden | ausgeschieden | 67   |

### Schwimmen
| Athleten      | Wettbewerb    | Vorlauf | Vorlauf | Halbfinale    | Halbfinale    | Finale        | Finale        | Rang |
| Athleten      | Wettbewerb    | Zeit    | Rang    | Zeit          | Rang          | Zeit          | Rang          | Rang |
| ------------- | ------------- | ------- | ------- | ------------- | ------------- | ------------- | ------------- | ---- |
| Frauen        |               |         |         |               |               |               |               |      |
| Talita Baqlah | 50 m Freistil | 27,45 s | 6       | ausgeschieden | ausgeschieden | ausgeschieden | ausgeschieden | 45   |
| Männer        |               |         |         |               |               |               |               |      |
| Kareem Ennab  | 50 m Freistil | 24,09 s | 5       | ausgeschieden | ausgeschieden | ausgeschieden | ausgeschieden | 37   |

### Taekwondo
| Athleten            | Wettbewerb        | Achtelfinale   | Achtelfinale | Viertelfinale  | Viertelfinale | Halbfinale    | Halbfinale    | Hoffnungsrunde Halbfinale | Hoffnungsrunde Halbfinale | Hoffnungsrunde Finale | Hoffnungsrunde Finale | Finale        | Finale        | Rang |
| Athleten            | Wettbewerb        | Gegner         | Ergebnis     | Gegner         | Ergebnis      | Gegner        | Ergebnis      | Gegner                    | Ergebnis                  | Gegner                | Ergebnis              | Gegner        | Ergebnis      | Rang |
| ------------------- | ----------------- | -------------- | ------------ | -------------- | ------------- | ------------- | ------------- | ------------------------- | ------------------------- | --------------------- | --------------------- | ------------- | ------------- | ---- |
| Frauen              |                   |                |              |                |               |               |               |                           |                           |                       |                       |               |               |      |
| Raya Hatahet        | Klasse bis 49 kg  | Janet Alegría  | 1:12         | ausgeschieden  | ausgeschieden | ausgeschieden | ausgeschieden | ausgeschieden             | ausgeschieden             | ausgeschieden         | ausgeschieden         | ausgeschieden | ausgeschieden | 11   |
| Nadin Dawani        | Klasse über 67 kg | Maryna Konjewa | 13:18        | ausgeschieden  | ausgeschieden | ausgeschieden | ausgeschieden | ausgeschieden             | ausgeschieden             | ausgeschieden         | ausgeschieden         | ausgeschieden | ausgeschieden | 11   |
| Männer              |                   |                |              |                |               |               |               |                           |                           |                       |                       |               |               |      |
| Mohammad Abu-Libdeh | Klasse bis 68 kg  | Isah Mohammad  | 13:1         | Diogo da Silva | 5:7           | ausgeschieden | ausgeschieden | ausgeschieden             | ausgeschieden             | ausgeschieden         | ausgeschieden         | ausgeschieden | ausgeschieden | 9    |